# Tour d'Espagne 2020
Le Tour d’Espagne 2020 est la 75e édition du Tour d'Espagne cycliste. Le parcours initial est présenté le 17 décembre 2019 et devait avoir lieu du 14 août au 6 septembre 2020. Du fait de la pandémie du Covid-19, et l'annonce des nouvelles dates de l'organisation du Tour de France 2020, le départ du Tour d'Espagne est repoussé à l'automne du 20 octobre au 8 novembre. Pour la première fois depuis 1985, la course ne compte pas 21 étapes, son format étant réduit à 18 étapes. 

## Présentation

### Parcours
Unipublic a dévoilé le parcours le 17 décembre 2019. Initialement, l'épreuve devait partir un vendredi, avec trois jours de course aux Pays-Bas puis une journée de repos-transfert. Cela devait pourtant être rendu impossible par un récent règlement de l'UCI limitant à deux les jours de repos sur les grands tours. Ce devait être le quatrième départ de la Vuelta à l'étranger et le deuxième aux Pays-Bas, après le Tour d'Espagne 2009. Utrecht était ainsi censé accueillir les trois grands tours, après la 2e étape du Tour d'Italie 2010 et le grand départ du Tour de France 2015. À cause de la pandémie de Covid-19, les étapes néerlandaises sont annulées et les coureurs disputent 18 étapes au lieu des 21 prévues initialement.
En conséquence, pour la première fois depuis 1961, la course part du Pays basque,. Le parcours remanié définitif est dévoilé le 12 juin 2020,. La première étape a lieu le 20 octobre entre Irun et Arrate, un lieu iconique du Tour du Pays basque. Le seuil des 1 000 m d'altitude est franchi le lendemain, avec le sommet de la montée vers le sanctuaire de San Migel d'Aralar à 17 km de l'arrivée. Lors de la 3e étape, le peloton arrive, pour la première fois de l'histoire de la Vuelta, au sommet de la lagune noire d'Urbión. Après une étape de plaine, le 5e acte est difficile, avec trois ascensions dans les 70 derniers kilomètres. Une étape de montagne hispano-française devait conclure la première semaine, avec le col du Pourtalet, le col d'Aubisque et le col du Tourmalet. Cependant, compte tenu des nouvelles restrictions sanitaires contre le Covid-19, le passage en France est finalement annulé et l'arrivée est déplacée à la station de ski d'Aramón Formigal.
Après la première journée de repos, une étape marquée par la double ascension du Puerto de Orduña est programmée, avant une arrivée au sommet de l'Alto de Moncalvillo (à Hornos de Moncalvillo) et ses pentes de 13 et 14 % dans les trois derniers kilomètres. S'ensuivent deux étapes plates et un week-end montagneux. Les coureurs doivent dans un premier temps escalader quatre cols de 1re catégorie dans les 120 derniers kilomètres, dont le Puerto de San Lorenzo et la montée finale de l'Alto de la Farrapona. Ils disputent ensuite l'étape en ligne la plus courte de cette édition (109,4 km), avec un enchaînement de cinq montées, dont l'Alto del Cordal et le terrible Angliru.
Le deuxième et dernier jour de repos est suivi par un contre-la-montre individuel de 33,7 km, plat avant la difficile montée finale vers le Mirador de Ézaro (1,5 km à 17,67 %). Après une 14e étape accidentée, la course devait ensuite faire une incursion chez le voisin portugais. Deux étapes de plaine, hispano-portugaise puis luso-espagnole, étaient au programme, mais la pandémie de Covid-19 a obligé les organisateurs à renoncer à cette incursion, « compte tenu de l'impossibilité de garantir les conditions optimales pour le bon déroulement de la course dans le pays ». Ces deux étapes de plaine sont remplacées par deux étapes vallonnées, la première est la nouvelle étape la plus longue du parcours (230,8 km). La dernière étape de montagne emprunte six ascensions, dont l'Alto de la Covatilla, en haut duquel est jugée l'arrivée. Le traditionnel circuit madrilène conclut la course,,.

### Équipes
En tant qu'épreuve World Tour, les 19 équipes World Tour participent automatiquement à la course. En terminant meilleure formation de deuxième division, l'équipe Total Direct Energie a le droit, sans obligation, de prendre part à toutes les manches du calendrier World Tour. La formation a décidé de prendre le départ de ce Tour d'Espagne. Comme l'an passé, les organisateurs ont invité les deux équipes continentales professionnelles espagnoles Burgos-BH et Caja Rural-Seguros RGA.
| WorldTeams (19)- AG2R La Mondiale - Astana - Bahrain McLaren - Bora-Hansgrohe - CCC Team - Cofidis - Deceuninck-Quick Step - EF Pro Cycling - Groupama-FDJ - Israel Start-Up Nation - Lotto Soudal - Mitchelton-Scott - Movistar Team - NTT Pro Cycling - Ineos Grenadiers - Jumbo-Visma - Team Sunweb - Trek-Segafredo - UAE Team Emirates ProTeams (3)- Burgos-BH - Caja Rural-Seguros RGA - Total Direct Énergie |
| |

### Favoris
Le champion en titre Primož Roglič (Jumbo-Visma) est considéré comme le favori avant la course, en compagnie de son coéquipier Tom Dumoulin (lauréat du Tour d'Italie 2017). Richard Carapaz (Ineos Grenadiers), vainqueur du Tour d'Italie 2019, est l'un de leurs principaux challengers, aux côtés d'Enric Mas (Movistar Team) et Thibaut Pinot (Groupama-FDJ). Aleksandr Vlasov (Astana) est également annoncé comme l'un des outsiders, après son abandon inattendu sur le récent Giro au cours de la deuxième étape. Les autres coureurs attendus comme candidats à la victoire sont les anciens vainqueurs Chris Froome (Ineos Grenadiers) et Alejandro Valverde (Movistar).
Les principaux sprinteurs présents sont Pascal Ackermann (Bora-Hansgrohe), Sam Bennett (Deceuninck-Quick-Step) et Jasper Philipsen (UAE Team Emirates),.

### Primes
La course attribue les prix suivants. Tous les montants sont en euros
| Position                     | Position                    | 1er     | 2e     | 3e     | 4e     | 5e     | 6e    | 7e    | 8e    | 9e    | 10e-20e | Total     | Total     |
| Classement général           | Classement final            | 150 000 | 57 985 | 30 000 | 15 000 | 12 500 | 9 000 | 9 000 | 6 000 | 6 000 | 3 800   | 337 285   | 346 285   |
| Classement général           | Leader                      | 500     |        |        |        |        |       |       |       |       |         | 9 000     | 346 285   |
| Par étape                    | Par étape                   | 11 000  | 5 500  | 2 700  | 1 500  | 1 100  | 900   | 900   | 650   | 650   | 360     | 28 860    | 28 860    |
| Classement par points        | Sprints intermédiaires (17) | 550     | 180    | 95     |        |        |       |       |       |       |         | 14 025    | 33 825    |
| Classement par points        | Leader                      | 100     |        |        |        |        |       |       |       |       |         | 1 800     | 33 825    |
| Classement par points        | Classement final            | 11 000  | 5 000  | 2 000  |        |        |       |       |       |       |         | 18 000    | 33 825    |
| Classement de la montagne    | Cima Alberto Fernandez      | 1 000   | 520    |        |        |        |       |       |       |       |         | 1 520     | 48 985    |
| Classement de la montagne    | Col Hors catégorie (3)      | 920     | 615    |        |        |        |       |       |       |       |         | 4 605     | 48 985    |
| Classement de la montagne    | 1re catégorie (15)          | 460     | 310    |        |        |        |       |       |       |       |         | 11 550    | 48 985    |
| Classement de la montagne    | 2e catégorie (5)            | 230     | 155    |        |        |        |       |       |       |       |         | 1 925     | 48 985    |
| Classement de la montagne    | 3e catégorie (23)           | 115     | 80     |        |        |        |       |       |       |       |         | 4 485     | 48 985    |
| Classement de la montagne    | Leader                      | 100     |        |        |        |        |       |       |       |       |         | 1 800     | 48 985    |
| Classement de la montagne    | Classement final            | 13 000  | 6 600  | 3 500  |        |        |       |       |       |       |         | 23 100    | 48 985    |
| Classement du meilleur jeune | Leader                      | 70      |        |        |        |        |       |       |       |       |         | 1 260     | 19 260    |
| Classement du meilleur jeune | Classement final            | 11 000  | 5 000  | 2 000  |        |        |       |       |       |       |         | 18 000    | 19 260    |
| Classement par équipe        | Par étape                   | 400     | 200    | 100    |        |        |       |       |       |       |         | 12 600    | 49 900    |
| Classement par équipe        | Classement final            | 12 500  | 7 500  | 5 500  | 4 300  | 3 200  | 2 200 | 1 100 | 1 100 |       |         | 37 300    | 49 900    |
| Combativité                  | Par étape                   | 200     |        |        |        |        |       |       |       |       |         | 3 400     | 6 400     |
| Combativité                  | Vuelta                      | 3 000   |        |        |        |        |       |       |       |       |         | 3 000     | 6 400     |
| Total                        | Total                       | Total   | Total  | Total  | Total  | Total  | Total | Total | Total | Total | Total   | 1 024 135 | 1 024 135 |

## Étapes
| Étape     | Date       | Villes étapes                              | type                      | Distance (km) | Vainqueur d'étape   | Leader du classement général |
| --------- | ---------- | ------------------------------------------ | ------------------------- | ------------- | ------------------- | ---------------------------- |
| 1re étape | 20 oct.    | Irun – Arrate                              | étape de moyenne montagne | 173           | Primož Roglič       | Primož Roglič                |
| 2e étape  | 21 oct.    | Pampelune – Lekunberri                     | étape de moyenne montagne | 151,6         | Marc Soler          | Primož Roglič                |
| 3e étape  | 22 oct.    | Lodosa – lagune noire d'Urbión             | étape de moyenne montagne | 166,1         | Dan Martin          | Primož Roglič                |
| 4e étape  | 23 oct.    | Garray – Ejea de los Caballeros            | étape de plaine           | 191,7         | Sam Bennett         | Primož Roglič                |
| 5e étape  | 24 oct.    | Huesca – Sabiñánigo                        | étape de moyenne montagne | 184,4         | Tim Wellens         | Primož Roglič                |
| 6e étape  | 25 oct.    | Biescas – Formigal                         | étape de montagne         | 146,4         | Ion Izagirre        | Richard Carapaz              |
|           | 26 octobre | Jour de repos                              | Jour de repos             |               |                     |                              |
| 7e étape  | 27 oct.    | Vitoria-Gasteiz – Villanueva de Valdegovía | étape de moyenne montagne | 159,7         | Michael Woods       | Richard Carapaz              |
| 8e étape  | 28 oct.    | Logroño – Hornos de Moncalvillo            | étape de montagne         | 164           | Primož Roglič       | Richard Carapaz              |
| 9e étape  | 29 oct.    | Castrillo del Val – Aguilar de Campoo      | étape de plaine           | 157,7         | Pascal Ackermann    | Richard Carapaz              |
| 10e étape | 30 oct.    | Castro-Urdiales – Suances                  | étape de plaine           | 185           | Primož Roglič       | Primož Roglič                |
| 11e étape | 31 oct.    | Villaviciosa – parc naturel de Somiedo     | étape de montagne         | 170           | David Gaudu         | Primož Roglič                |
| 12e étape | 1 nov.     | La Pola Llaviana – Angliru                 | étape de montagne         | 109,4         | Hugh Carthy         | Richard Carapaz              |
|           | 2 novembre | Jour de repos                              | Jour de repos             |               |                     |                              |
| 13e étape | 3 nov.     | Muros – O Ézaro viewpoint                  | contre-la-montre en côte  | 33,7          | Primož Roglič       | Primož Roglič                |
| 14e étape | 4 nov.     | Lugo – Ourense                             | étape vallonnée           | 204,7         | Tim Wellens         | Primož Roglič                |
| 15e étape | 5 nov.     | Mos – Puebla de Sanabria                   | étape vallonnée           | 230,8         | Jasper Philipsen    | Primož Roglič                |
| 16e étape | 6 nov.     | Salamanque – Ciudad Rodrigo                | étape vallonnée           | 162           | Magnus Cort Nielsen | Primož Roglič                |
| 17e étape | 7 nov.     | Sequeros – Sierra de Béjar-La Covatilla    | étape de montagne         | 178,2         | David Gaudu         | Primož Roglič                |
| 18e étape | 8 nov.     | Hippodrome de la Zarzuela – Madrid         | étape de plaine           | 139,6         | Pascal Ackermann    | Primož Roglič                |

## Classements

### Classement général final
| \| Classement général \| Classement général \| Classement général \| Classement général \| Classement général \| \| Coureur \| Coureur \| Pays \| Équipe \| Temps \| \| ------------------ \| ------------------- \| ------------------ \| ---------------------- \| ------------------ \| \| 1er \| Primož Roglič \| Slovénie \| Jumbo-Visma \| 72 h 46 min 12 s \| \| 2e \| Richard Carapaz \| Équateur \| Ineos Grenadiers \| + 24 s \| \| 3e \| Hugh Carthy \| Royaume-Uni \| EF Pro Cycling \| + 1 min 15 s \| \| 4e \| Dan Martin \| Irlande \| Israel Start-Up Nation \| + 2 min 43 s \| \| 5e \| Enric Mas \| Espagne \| Movistar Team \| + 3 min 36 s \| \| 6e \| Wout Poels \| Pays-Bas \| Bahrain McLaren \| + 7 min 16 s \| \| 7e \| David de la Cruz \| Espagne \| UAE Team Emirates \| + 7 min 35 s \| \| 8e \| David Gaudu \| France \| Groupama-FDJ \| + 7 min 45 s \| \| 9e \| Felix Großschartner \| Autriche \| Bora-Hansgrohe \| + 8 min 15 s \| \| 10e \| Alejandro Valverde \| Espagne \| Movistar Team \| + 9 min 34 s \| \| 11e \| Aleksandr Vlasov \| Russie \| Astana \| + 9 min 36 s \| \| 12e \| George Bennett \| Nouvelle-Zélande \| Jumbo-Visma \| + 14 min 04 s \| \| 13e \| Mikel Nieve \| Espagne \| Mitchelton-Scott \| + 14 min 47 s \| \| 14e \| Guillaume Martin \| France \| Cofidis \| + 15 min 07 s \| \| 15e \| Sergio Henao \| Colombie \| UAE Team Emirates \| + 15 min 36 s \| \| 16e \| Sepp Kuss \| États-Unis \| Jumbo-Visma \| + 16 min 26 s \| \| 17e \| Mattia Cattaneo \| Italie \| Deceuninck-Quick Step \| + 17 min 45 s \| \| 18e \| Marc Soler \| Espagne \| Movistar Team \| + 21 min 01 s \| \| 19e \| Gorka Izagirre \| Espagne \| Astana \| + 21 min 46 s \| \| 20e \| Gino Mäder \| Suisse \| NTT Pro Cycling \| + 43 min 39 s \| |                     |                  |                        |                  |
| |                     |                  |                        |                  |
| Source : ProCyclingStats |                     |                  |                        |                  |
| Classement général |                     |                  |                        |                  |
| Coureur | Coureur             | Pays             | Équipe                 | Temps            |
| 1er | Primož Roglič       | Slovénie         | Jumbo-Visma            | 72 h 46 min 12 s |
| 2e | Richard Carapaz     | Équateur         | Ineos Grenadiers       | + 24 s           |
| 3e | Hugh Carthy         | Royaume-Uni      | EF Pro Cycling         | + 1 min 15 s     |
| 4e | Dan Martin          | Irlande          | Israel Start-Up Nation | + 2 min 43 s     |
| 5e | Enric Mas           | Espagne          | Movistar Team          | + 3 min 36 s     |
| 6e | Wout Poels          | Pays-Bas         | Bahrain McLaren        | + 7 min 16 s     |
| 7e | David de la Cruz    | Espagne          | UAE Team Emirates      | + 7 min 35 s     |
| 8e | David Gaudu         | France           | Groupama-FDJ           | + 7 min 45 s     |
| 9e | Felix Großschartner | Autriche         | Bora-Hansgrohe         | + 8 min 15 s     |
| 10e | Alejandro Valverde  | Espagne          | Movistar Team          | + 9 min 34 s     |
| 11e | Aleksandr Vlasov    | Russie           | Astana                 | + 9 min 36 s     |
| 12e | George Bennett      | Nouvelle-Zélande | Jumbo-Visma            | + 14 min 04 s    |
| 13e | Mikel Nieve         | Espagne          | Mitchelton-Scott       | + 14 min 47 s    |
| 14e | Guillaume Martin    | France           | Cofidis                | + 15 min 07 s    |
| 15e | Sergio Henao        | Colombie         | UAE Team Emirates      | + 15 min 36 s    |
| 16e | Sepp Kuss           | États-Unis       | Jumbo-Visma            | + 16 min 26 s    |
| 17e | Mattia Cattaneo     | Italie           | Deceuninck-Quick Step  | + 17 min 45 s    |
| 18e | Marc Soler          | Espagne          | Movistar Team          | + 21 min 01 s    |
| 19e | Gorka Izagirre      | Espagne          | Astana                 | + 21 min 46 s    |
| 20e | Gino Mäder          | Suisse           | NTT Pro Cycling        | + 43 min 39 s    |

### Classements annexes finals
| Classement par points | Classement par points | Classement par points | Classement par points  | Classement par points |
| Coureur               | Coureur               | Pays                  | Équipe                 | Points                |
| --------------------- | --------------------- | --------------------- | ---------------------- | --------------------- |
| 1er                   | Primož Roglič         | Slovénie              | Jumbo-Visma            | 204 pts               |
| 2e                    | Richard Carapaz       | Équateur              | Ineos Grenadiers       | 133 pts               |
| 3e                    | Dan Martin            | Irlande               | Israel Start-Up Nation | 111 pts               |
| 4e                    | Hugh Carthy           | Royaume-Uni           | EF Pro Cycling         | 96 pts                |
| 5e                    | Guillaume Martin      | France                | Cofidis                | 87 pts                |
| 6e                    | Pascal Ackermann      | Allemagne             | Bora-Hansgrohe         | 84 pts                |
| 7e                    | Jasper Philipsen      | Belgique              | UAE Team Emirates      | 80 pts                |
| 8e                    | Marc Soler            | Espagne               | Movistar Team          | 73 pts                |
| 9e                    | Michael Woods         | Canada                | EF Pro Cycling         | 72 pts                |
| 10e                   | Enric Mas             | Espagne               | Movistar Team          | 71 pts                |

| Classement par points | Classement par points | Classement par points | Classement par points  | Classement par points |
| Coureur               | Coureur               | Pays                  | Équipe                 | Points                |
| --------------------- | --------------------- | --------------------- | ---------------------- | --------------------- |
| 1er                   | Primož Roglič         | Slovénie              | Jumbo-Visma            | 204 pts               |
| 2e                    | Richard Carapaz       | Équateur              | Ineos Grenadiers       | 133 pts               |
| 3e                    | Dan Martin            | Irlande               | Israel Start-Up Nation | 111 pts               |
| 4e                    | Hugh Carthy           | Royaume-Uni           | EF Pro Cycling         | 96 pts                |
| 5e                    | Guillaume Martin      | France                | Cofidis                | 87 pts                |
| 6e                    | Pascal Ackermann      | Allemagne             | Bora-Hansgrohe         | 84 pts                |
| 7e                    | Jasper Philipsen      | Belgique              | UAE Team Emirates      | 80 pts                |
| 8e                    | Marc Soler            | Espagne               | Movistar Team          | 73 pts                |
| 9e                    | Michael Woods         | Canada                | EF Pro Cycling         | 72 pts                |
| 10e                   | Enric Mas             | Espagne               | Movistar Team          | 71 pts                |

| Classement de la montagne | Classement de la montagne | Classement de la montagne | Classement de la montagne | Classement de la montagne |
| Coureur                   | Coureur                   | Pays                      | Équipe                    | Points                    |
| ------------------------- | ------------------------- | ------------------------- | ------------------------- | ------------------------- |
| 1er                       | Guillaume Martin          | France                    | Cofidis                   | 99 pts                    |
| 2e                        | Tim Wellens               | Belgique                  | Lotto-Soudal              | 34 pts                    |
| 3e                        | Richard Carapaz           | Équateur                  | Ineos Grenadiers          | 30 pts                    |
| 4e                        | David Gaudu               | France                    | Groupama-FDJ              | 29 pts                    |
| 5e                        | Sepp Kuss                 | États-Unis                | Jumbo-Visma               | 27 pts                    |
| 6e                        | Primož Roglič             | Slovénie                  | Jumbo-Visma               | 24 pts                    |
| 7e                        | Hugh Carthy               | Royaume-Uni               | EF Pro Cycling            | 21 pts                    |
| 8e                        | Michael Woods             | Canada                    | EF Pro Cycling            | 21 pts                    |
| 9e                        | Rui Costa                 | Portugal                  | UAE Team Emirates         | 21 pts                    |
| 10e                       | Dan Martin                | Irlande                   | Israel Start-Up Nation    | 20 pts                    |

| Classement de la montagne | Classement de la montagne | Classement de la montagne | Classement de la montagne | Classement de la montagne |
| Coureur                   | Coureur                   | Pays                      | Équipe                    | Points                    |
| ------------------------- | ------------------------- | ------------------------- | ------------------------- | ------------------------- |
| 1er                       | Guillaume Martin          | France                    | Cofidis                   | 99 pts                    |
| 2e                        | Tim Wellens               | Belgique                  | Lotto-Soudal              | 34 pts                    |
| 3e                        | Richard Carapaz           | Équateur                  | Ineos Grenadiers          | 30 pts                    |
| 4e                        | David Gaudu               | France                    | Groupama-FDJ              | 29 pts                    |
| 5e                        | Sepp Kuss                 | États-Unis                | Jumbo-Visma               | 27 pts                    |
| 6e                        | Primož Roglič             | Slovénie                  | Jumbo-Visma               | 24 pts                    |
| 7e                        | Hugh Carthy               | Royaume-Uni               | EF Pro Cycling            | 21 pts                    |
| 8e                        | Michael Woods             | Canada                    | EF Pro Cycling            | 21 pts                    |
| 9e                        | Rui Costa                 | Portugal                  | UAE Team Emirates         | 21 pts                    |
| 10e                       | Dan Martin                | Irlande                   | Israel Start-Up Nation    | 20 pts                    |

| Classement du meilleur jeune | Classement du meilleur jeune | Classement du meilleur jeune | Classement du meilleur jeune | Classement du meilleur jeune |
| Coureur                      | Coureur                      | Pays                         | Équipe                       | Temps                        |
| ---------------------------- | ---------------------------- | ---------------------------- | ---------------------------- | ---------------------------- |
| 1er                          | Enric Mas                    | Espagne                      | Movistar Team                | 72 h 49 min 48 s             |
| 2e                           | David Gaudu                  | France                       | Groupama-FDJ                 | + 4 min 09 s                 |
| 3e                           | Aleksandr Vlasov             | Russie                       | Astana                       | + 6 min 00 s                 |
| 4e                           | Gino Mäder                   | Suisse                       | NTT Pro Cycling              | + 40 min 03 s                |
| 5e                           | Georg Zimmermann             | Allemagne                    | CCC Team                     | + 42 min 04 s                |
| 6e                           | William Barta                | États-Unis                   | CCC Team                     | + 46 min 28 s                |
| 7e                           | Kobe Goossens                | Belgique                     | Lotto-Soudal                 | + 59 min 21 s                |
| 8e                           | Clément Champoussin          | France                       | AG2R La Mondiale             | + 1 h 17 min 44 s            |
| 9e                           | Robert Power                 | Australie                    | Team Sunweb                  | + 1 h 30 min 22 s            |
| 10e                          | Dorian Godon                 | France                       | AG2R La Mondiale             | + 1 h 38 min 24 s            |

| Classement du meilleur jeune | Classement du meilleur jeune | Classement du meilleur jeune | Classement du meilleur jeune | Classement du meilleur jeune |
| Coureur                      | Coureur                      | Pays                         | Équipe                       | Temps                        |
| ---------------------------- | ---------------------------- | ---------------------------- | ---------------------------- | ---------------------------- |
| 1er                          | Enric Mas                    | Espagne                      | Movistar Team                | 72 h 49 min 48 s             |
| 2e                           | David Gaudu                  | France                       | Groupama-FDJ                 | + 4 min 09 s                 |
| 3e                           | Aleksandr Vlasov             | Russie                       | Astana                       | + 6 min 00 s                 |
| 4e                           | Gino Mäder                   | Suisse                       | NTT Pro Cycling              | + 40 min 03 s                |
| 5e                           | Georg Zimmermann             | Allemagne                    | CCC Team                     | + 42 min 04 s                |
| 6e                           | William Barta                | États-Unis                   | CCC Team                     | + 46 min 28 s                |
| 7e                           | Kobe Goossens                | Belgique                     | Lotto-Soudal                 | + 59 min 21 s                |
| 8e                           | Clément Champoussin          | France                       | AG2R La Mondiale             | + 1 h 17 min 44 s            |
| 9e                           | Robert Power                 | Australie                    | Team Sunweb                  | + 1 h 30 min 22 s            |
| 10e                          | Dorian Godon                 | France                       | AG2R La Mondiale             | + 1 h 38 min 24 s            |

| Classement par équipes | Classement par équipes | Classement par équipes | Classement par équipes |
| Équipe                 | Équipe                 | Pays                   | Temps                  |
| ---------------------- | ---------------------- | ---------------------- | ---------------------- |
| 1re                    | Movistar Team          | Espagne                | 218 h 37 min 21 s      |
| 2e                     | Jumbo-Visma            | Pays-Bas               | + 10 min 23 s          |
| 3e                     | Astana                 | Kazakhstan             | + 40 min 09 s          |
| 4e                     | UAE Team Emirates      | Émirats arabes unis    | + 1 h 04 min 05 s      |
| 5e                     | Mitchelton-Scott       | Australie              | + 1 h 08 min 33 s      |
| 6e                     | Cofidis                | France                 | + 1 h 44 min 20 s      |
| 7e                     | Ineos Grenadiers       | Royaume-Uni            | + 2 h 32 min 28 s      |
| 8e                     | Groupama-FDJ           | France                 | + 2 h 44 min 38 s      |
| 9e                     | Team Sunweb            | Allemagne              | + 3 h 08 min 27 s      |
| 10e                    | EF Pro Cycling         | États-Unis             | + 3 h 12 min 25 s      |

| Classement par équipes | Classement par équipes | Classement par équipes | Classement par équipes |
| Équipe                 | Équipe                 | Pays                   | Temps                  |
| ---------------------- | ---------------------- | ---------------------- | ---------------------- |
| 1re                    | Movistar Team          | Espagne                | 218 h 37 min 21 s      |
| 2e                     | Jumbo-Visma            | Pays-Bas               | + 10 min 23 s          |
| 3e                     | Astana                 | Kazakhstan             | + 40 min 09 s          |
| 4e                     | UAE Team Emirates      | Émirats arabes unis    | + 1 h 04 min 05 s      |
| 5e                     | Mitchelton-Scott       | Australie              | + 1 h 08 min 33 s      |
| 6e                     | Cofidis                | France                 | + 1 h 44 min 20 s      |
| 7e                     | Ineos Grenadiers       | Royaume-Uni            | + 2 h 32 min 28 s      |
| 8e                     | Groupama-FDJ           | France                 | + 2 h 44 min 38 s      |
| 9e                     | Team Sunweb            | Allemagne              | + 3 h 08 min 27 s      |
| 10e                    | EF Pro Cycling         | États-Unis             | + 3 h 12 min 25 s      |

### Classements UCI
La course attribue des points au Classement mondial UCI 2020 selon le barème suivant :
| Position                   | 1er | 2e  | 3e  | 4e  | 5e  | 6e  | 7e  | 8e  | 9e  | 10e | 11e | 12e | 13e | 14e | 15e | 16e | 17e | 18e | 19e | 20e | 21e à 25e | 26e à 30e | 31e à 40e | 41e à 50e | 51e à 55e | 56e à 60e |
| -------------------------- | --- | --- | --- | --- | --- | --- | --- | --- | --- | --- | --- | --- | --- | --- | --- | --- | --- | --- | --- | --- | --------- | --------- | --------- | --------- | --------- | --------- |
| Classement général         | 850 | 680 | 575 | 460 | 380 | 320 | 260 | 220 | 180 | 140 | 120 | 100 | 84  | 68  | 60  | 56  | 52  | 48  | 44  | 40  | 32        | 24        | 20        | 16        | 12        | 8         |
| Par étapes                 | 100 | 40  | 20  | 12  | 4   |     |     |     |     |     |     |     |     |     |     |     |     |     |     |     |           |           |           |           |           |           |
| Classements finals annexes | 100 | 40  | 20  |     |     |     |     |     |     |     |     |     |     |     |     |     |     |     |     |     |           |           |           |           |           |           |
| Leader par étapes          | 20  |     |     |     |     |     |     |     |     |     |     |     |     |     |     |     |     |     |     |     |           |           |           |           |           |           |

## Évolution des classements

### Règlements
Le classement général, dont le leader porte le maillot rouge, s'établit en additionnant les temps réalisés à chaque étape, puis en ôtant d'éventuelles bonifications (10, 6 et 4 s à l'arrivée des étapes en ligne et 3, 2 et 1 s à chaque sprint intermédiaire). En cas d'égalité, les critères de départage, dans l'ordre, sont : centièmes de seconde enregistrés lors du contre-la-montre, addition des places obtenues lors de chaque étape, place obtenue lors de la dernière étape.
Le classement par points, dont le leader porte le maillot vert, est l'addition des points attribués à l'arrivée des étapes (25, 20, 16, 14, 12 et 10 points, puis en ôtant 1 point par place perdue jusqu'au 15e, qui reçoit donc 1 point) et aux sprints intermédiaires (4, 2 et 1 points). En cas d'égalité de points, les critères de départage, dans l'ordre, sont : nombre de victoires d'étape, de sprints intermédiaires, classement général.
Le classement du meilleur grimpeur, dont le leader porte le maillot blanc à pois bleu, consiste en l'addition des points obtenus au sommet de la Cima Alberto Fernandez (20, 15, 10, 6, 4 et 2 points) et des ascensions Hors catégorie (15, 10, 6, 4 et 2 points) et de 1re (10, 6, 4, 2 et 1 points), 2e (5, 3 et 1 points) et 3e (3, 2 et 1 points) catégorie. En cas d'égalité de points, les critères de départage, dans l'ordre, sont : passage en tête au sommet de la Cima Alberto Fernandez, nombre de premières places dans les ascensions Hors catégorie, puis de 1re, ensuite de 2e, enfin de 3e catégorie, classement général.
Le classement du meilleur jeune, dont le leader porte le maillot blanc, est le classement général des coureurs nés depuis le 1er janvier 1995.
Le classement par équipes de l'étape est l'addition des trois meilleurs temps individuels de chaque équipe. En cas d'égalité, les critères de départage, dans l'ordre, sont : addition des places des 3 premiers coureurs des équipes concernées, place du meilleur coureur sur l'étape. Calculer le classement par équipes revient à additionner les classements par équipes de chaque étape. En cas d'égalité, les critères de départage, dans l'ordre, sont : nombre de premières places dans le classement par équipes du jour, nombre de deuxièmes places dans le classement par équipes du jour, etc., place au classement général du meilleur coureur des équipes concernées.

### Suivi étape par étape
| Étape              | Vainqueur           | Classement général | Classement par points | Classement de la montagne | Meilleur jeune | Classement par équipes | Prix de la combativité |
| ------------------ | ------------------- | ------------------ | --------------------- | ------------------------- | -------------- | ---------------------- | ---------------------- |
| 1                  | Primož Roglič       | Primož Roglič      | Primož Roglič         | Sepp Kuss                 | Enric Mas      | Jumbo-Visma            | Jetse Bol              |
| 2                  | Marc Soler          | Primož Roglič      | Primož Roglič         | Richard Carapaz           | Enric Mas      | Jumbo-Visma            | Gonzalo Serrano        |
| 3                  | Dan Martin          | Primož Roglič      | Primož Roglič         | Richard Carapaz           | Enric Mas      | Jumbo-Visma            | Willie Smit            |
| 4                  | Sam Bennett         | Primož Roglič      | Primož Roglič         | Richard Carapaz           | Enric Mas      | Jumbo-Visma            | Jesús Ezquerra         |
| 5                  | Tim Wellens         | Primož Roglič      | Primož Roglič         | Tim Wellens               | Enric Mas      | Jumbo-Visma            | Guillaume Martin       |
| 6                  | Ion Izagirre        | Richard Carapaz    | Primož Roglič         | Tim Wellens               | Enric Mas      | Movistar               | Ion Izagirre           |
| 7                  | Michael Woods       | Richard Carapaz    | Primož Roglič         | Guillaume Martin          | Enric Mas      | Movistar               | Alejandro Valverde     |
| 8                  | Primož Roglič       | Richard Carapaz    | Primož Roglič         | Guillaume Martin          | Enric Mas      | Movistar               | Stan Dewulf            |
| 9                  | Pascal Ackermann    | Richard Carapaz    | Primož Roglič         | Guillaume Martin          | Enric Mas      | Movistar               | Juan Felipe Osorio     |
| 10                 | Primož Roglič       | Primož Roglič      | Primož Roglič         | Guillaume Martin          | Enric Mas      | Movistar               | Alex Molenaar          |
| 11                 | David Gaudu         | Primož Roglič      | Primož Roglič         | Guillaume Martin          | Enric Mas      | Movistar               | Marc Soler             |
| 12                 | Hugh Carthy         | Richard Carapaz    | Primož Roglič         | Guillaume Martin          | Enric Mas      | Movistar               | Guillaume Martin       |
| 13                 | Primož Roglič       | Primož Roglič      | Primož Roglič         | Guillaume Martin          | Enric Mas      | Movistar               | Non décerné            |
| 14                 | Tim Wellens         | Primož Roglič      | Primož Roglič         | Guillaume Martin          | Enric Mas      | Movistar               | Marc Soler             |
| 15                 | Jasper Philipsen    | Primož Roglič      | Primož Roglič         | Guillaume Martin          | Enric Mas      | Movistar               | Guillaume Martin       |
| 16                 | Magnus Cort Nielsen | Primož Roglič      | Primož Roglič         | Guillaume Martin          | Enric Mas      | Movistar               | Rémi Cavagna           |
| 17                 | David Gaudu         | Primož Roglič      | Primož Roglič         | Guillaume Martin          | Enric Mas      | Movistar               | Marc Soler             |
| 18                 | Pascal Ackermann    | Primož Roglič      | Primož Roglič         | Guillaume Martin          | Enric Mas      | Movistar               | Non décerné            |
| Classements finals | Classements finals  | Primož Roglič      | Primož Roglič         | Guillaume Martin          | Enric Mas      | Movistar               | Rémi Cavagna           |

## Liste des participants
- Liste des coureurs partants

| Légende                          | Légende                                                                                                  | Légende                             | Légende                                                                                          |
| -------------------------------- | --- | ----------------------------------- | ------------------------------------------------------------------------------------------------ |
| Num                              | Dossard de départ porté par le coureur sur cette Vuelta                                                  | Pos.                                | Position finale au classement général                                                            |
| Leader du classement général     | Indique le vainqueur du classement général                                                               | Leader du classement de la montagne | Indique le vainqueur du classement de la montagne                                                |
| Leader du classement par points  | Indique le vainqueur du classement par points                                                            | Leader du classement du combiné     | Indique le vainqueur du classement du meilleur jeune                                             |
| Leader du classement par équipes | Indique la meilleure équipe                                                                              |                                     | Indique un maillot de champion national ou mondial, suivi de sa spécialité                       |
| NP                               | Indique un coureur qui n'a pas pris le départ d'une étape, suivi du numéro de l'étape où il s'est retiré | AB                                  | Indique un coureur qui n'a pas terminé une étape, suivie du numéro de l'étape où il s'est retiré |
| HD                               | Indique un coureur qui a terminé une étape hors des délais, suivi du numéro de l'étape                   | EX                                  | Indique un coureur exclu pour non-respect du règlement                                           |

| Jumbo-Visma TJV | Jumbo-Visma TJV             | Jumbo-Visma TJV |
| --------------- | --------------------------- | --------------- |
| Num             | Coureur                     | Pos             |
| 1               | Primož Roglič (SLO) (route) | 1er             |
| 2               | George Bennett (NZL)        | 12e             |
| 3               | Tom Dumoulin (NED)          | NP-8            |
| 4               | Robert Gesink (NED)         | 35e             |
| 5               | Lennard Hofstede (NED)      | 51e             |
| 6               | Sepp Kuss (USA)             | 16e             |
| 7               | Paul Martens (GER)          | 109e            |
| 8               | Jonas Vingegaard (DEN)      | 46e             |

| Deceuninck-Quick Step DQT | Deceuninck-Quick Step DQT | Deceuninck-Quick Step DQT |
| ------------------------- | ------------------------- | ------------------------- |
| Num                       | Coureur                   | Pos                       |
| 11                        | Sam Bennett (IRL)         | 137e                      |
| 12                        | Andrea Bagioli (ITA)      | AB-16                     |
| 13                        | Mattia Cattaneo (ITA)     | 17e                       |
| 14                        | Ian Garrison (USA)        | 127e                      |
| 15                        | Michael Mørkøv (DEN)      | 121e                      |
| 16                        | Jannik Steimle (GER)      | 83e                       |
| 17                        | Zdeněk Štybar (CZE)       | 102e                      |
| 18                        | Rémi Cavagna (FRA)        | 84e                       |

| UAE Team Emirates UAD | UAE Team Emirates UAD       | UAE Team Emirates UAD |
| --------------------- | --------------------------- | --------------------- |
| Num                   | Coureur                     | Pos                   |
| 21                    | David de la Cruz (ESP)      | 7e                    |
| 22                    | Rui Costa (POR) (route)     | 44e                   |
| 23                    | Davide Formolo (ITA)        | NP-18                 |
| 24                    | Sergio Henao (COL)          | 15e                   |
| 25                    | Jasper Philipsen (BEL)      | 85e                   |
| 26                    | Aleksandr Riabushenko (BLR) | 90e                   |
| 27                    | Ivo Oliveira (POR) (chrono) | 101e                  |
| 28                    | Rui Oliveira (POR)          | 119e                  |

| Trek-Segafredo TFS | Trek-Segafredo TFS     | Trek-Segafredo TFS |
| ------------------ | ---------------------- | ------------------ |
| Num                | Coureur                | Pos                |
| 31                 | Juan Pedro López (ESP) | 42e                |
| 32                 | Matteo Moschetti (ITA) | HD-7               |
| 33                 | Koen de Kort (NED)     | 82e                |
| 34                 | Niklas Eg (DEN)        | 59e                |
| 35                 | Kenny Elissonde (FRA)  | NP-8               |
| 36                 | Alexander Kamp (DEN)   | AB-14              |
| 37                 | Emīls Liepiņš (LAT)    | 124e               |
| 38                 | Michel Ries (LUX)      | 60e                |

| Team Sunweb SUN | Team Sunweb SUN       | Team Sunweb SUN |
| --------------- | --------------------- | --------------- |
| Num             | Coureur               | Pos             |
| 41              | Robert Power (AUS)    | 37e             |
| 42              | Thymen Arensman (NED) | 41e             |
| 43              | Mark Donovan (GBR)    | 48e             |
| 44              | Max Kanter (GER)      | 112e            |
| 45              | Martin Salmon (GER)   | AB-14           |
| 46              | Michael Storer (AUS)  | 40e             |
| 47              | Ilan Van Wilder (BEL) | AB-1            |
| 48              | Jasha Sütterlin (GER) | 55e             |

| Astana AST | Astana AST                      | Astana AST |
| ---------- | ------------------------------- | ---------- |
| Num        | Coureur                         | Pos        |
| 51         | Aleksandr Vlasov (RUS)          | 11e        |
| 52         | Alex Aranburu (ESP)             | 75e        |
| 53         | Dmitriy Gruzdev (KAZ)           | 93e        |
| 54         | Omar Fraile (ESP)               | 64e        |
| 55         | Ion Izagirre (ESP)              | 29e        |
| 56         | Merhawi Kudus (ERI)             | 58e        |
| 57         | Gorka Izagirre (ESP)            | 19e        |
| 58         | Luis León Sánchez (ESP) (route) | NP-16      |

| Bora-Hansgrohe BOH | Bora-Hansgrohe BOH        | Bora-Hansgrohe BOH |
| ------------------ | ------------------------- | ------------------ |
| Num                | Coureur                   | Pos                |
| 61                 | Pascal Ackermann (GER)    | 131e               |
| 62                 | Martin Laas (EST)         | 140e               |
| 63                 | Felix Großschartner (AUT) | 9e                 |
| 64                 | Jay McCarthy (AUS)        | AB-7               |
| 65                 | Ide Schelling (NED)       | 69e                |
| 66                 | Andreas Schillinger (GER) | 123e               |
| 67                 | Michael Schwarzmann (GER) | 122e               |
| 68                 | Rüdiger Selig (GER)       | 141e               |

| Ineos Grenadiers IGD | Ineos Grenadiers IGD     | Ineos Grenadiers IGD |
| -------------------- | ------------------------ | -------------------- |
| Num                  | Coureur                  | Pos                  |
| 71                   | Christopher Froome (GBR) | 98e                  |
| 72                   | Richard Carapaz (ECU)    | 2e                   |
| 73                   | Andrey Amador (CRC)      | 52e                  |
| 74                   | Michał Gołaś (POL)       | NP-8                 |
| 75                   | Brandon Rivera (COL)     | AB-2                 |
| 76                   | Iván Sosa (COL)          | 62e                  |
| 77                   | Dylan van Baarle (NED)   | 49e                  |
| 78                   | Cameron Wurf (AUS)       | 95e                  |

| Mitchelton-Scott MTS | Mitchelton-Scott MTS      | Mitchelton-Scott MTS |
| -------------------- | ------------------------- | -------------------- |
| Num                  | Coureur                   | Pos                  |
| 81                   | Esteban Chaves (COL)      | 27e                  |
| 82                   | Tsgabu Grmay (ETH)        | 54e                  |
| 83                   | Mikel Nieve (ESP)         | 13e                  |
| 84                   | Nick Schultz (AUS)        | 25e                  |
| 85                   | Callum Scotson (AUS)      | 88e                  |
| 86                   | Dion Smith (NZL)          | 74e                  |
| 87                   | Robert Stannard (AUS)     | 76e                  |
| 88                   | Alexander Edmondson (AUS) | 135e                 |

| Groupama-FDJ GFC | Groupama-FDJ GFC         | Groupama-FDJ GFC |
| ---------------- | ------------------------ | ---------------- |
| Num              | Coureur                  | Pos              |
| 91               | Thibaut Pinot (FRA)      | NP-3             |
| 92               | Bruno Armirail (FRA)     | 28e              |
| 93               | Mickaël Delage (FRA)     | 142e             |
| 94               | David Gaudu (FRA)        | 8e               |
| 95               | Matthieu Ladagnous (FRA) | AB-11            |
| 96               | Olivier Le Gac (FRA)     | 68e              |
| 97               | Anthony Roux (FRA)       | 66e              |
| 98               | Romain Seigle (FRA)      | AB-7             |

| EF Pro Cycling EF1 | EF Pro Cycling EF1             | EF Pro Cycling EF1 |
| ------------------ | ------------------------------ | ------------------ |
| Num                | Coureur                        | Pos                |
| 101                | Daniel Martínez (COL) (chrono) | NP-4               |
| 102                | Hugh Carthy (GBR)              | 3e                 |
| 103                | Mitchell Docker (AUS)          | 132e               |
| 104                | Magnus Cort Nielsen (DEN)      | 67e                |
| 105                | Logan Owen (USA)               | 105e               |
| 106                | Julius van den Berg (NED)      | 126e               |
| 107                | Tejay van Garderen (USA)       | 113e               |
| 108                | Michael Woods (CAN)            | 34e                |

| Bahrain McLaren TBM | Bahrain McLaren TBM     | Bahrain McLaren TBM |
| ------------------- | ----------------------- | ------------------- |
| Num                 | Coureur                 | Pos                 |
| 111                 | Wout Poels (NED)        | 6e                  |
| 112                 | Grega Bole (SLO)        | AB-5                |
| 113                 | Santiago Buitrago (COL) | 53e                 |
| 114                 | Scott Davies (GBR)      | 111e                |
| 115                 | Kevin Inkelaar (NED)    | 138e                |
| 116                 | Matej Mohorič (SLO)     | NP-3                |
| 117                 | Fred Wright (GBR)       | 91e                 |
| 118                 | Stephen Williams (GBR)  | NP-11               |

| AG2R La Mondiale ALM | AG2R La Mondiale ALM      | AG2R La Mondiale ALM |
| -------------------- | ------------------------- | -------------------- |
| Num                  | Coureur                   | Pos                  |
| 121                  | Clément Champoussin (FRA) | 31e                  |
| 122                  | Mathias Frank (SUI)       | AB-1                 |
| 123                  | Alexandre Geniez (FRA)    | AB-1                 |
| 124                  | Dorian Godon (FRA)        | 38e                  |
| 125                  | Nans Peters (FRA)         | 36e                  |
| 126                  | Harry Tanfield (GBR)      | AB-15                |
| 127                  | Quentin Jauregui (FRA)    | AB-11                |
| 128                  | Axel Domont (FRA)         | AB-2                 |

| CCC Team CCC | CCC Team CCC            | CCC Team CCC |
| ------------ | ----------------------- | ------------ |
| Num          | Coureur                 | Pos          |
| 131          | Simon Geschke (GER)     | NP-4         |
| 132          | William Barta (USA)     | 22e          |
| 133          | Jan Hirt (CZE)          | 56e          |
| 134          | Jakub Mareczko (ITA)    | AB-11        |
| 135          | Michał Paluta (POL)     | 118e         |
| 136          | Łukasz Wiśniowski (POL) | 115e         |
| 137          | Georg Zimmermann (GER)  | 21e          |
| 138          | Francisco Ventoso (ESP) | AB-5         |

| Lotto-Soudal LTS | Lotto-Soudal LTS         | Lotto-Soudal LTS |
| ---------------- | ------------------------ | ---------------- |
| Num              | Coureur                  | Pos              |
| 141              | Tim Wellens (BEL)        | 78e              |
| 142              | Gerben Thijssen (BEL)    | AB-15            |
| 143              | Stan Dewulf (BEL)        | 70e              |
| 144              | Kobe Goossens (BEL)      | 24e              |
| 145              | Tomasz Marczyński (POL)  | 108e             |
| 146              | Rémy Mertz (BEL)         | 104e             |
| 147              | Tosh Van der Sande (BEL) | 96e              |
| 148              | Brent Van Moer (BEL)     | 100e             |

| Cofidis COF | Cofidis COF                   | Cofidis COF |
| ----------- | ----------------------------- | ----------- |
| Num         | Coureur                       | Pos         |
| 151         | Guillaume Martin (FRA)        | 14e         |
| 152         | Fernando Barceló (ESP)        | NP-6        |
| 153         | Natnael Berhane (ERI) (route) | AB-5        |
| 154         | José Herrada (ESP)            | 26e         |
| 155         | Victor Lafay (FRA)            | 81e         |
| 156         | Luis Ángel Maté (ESP)         | 23e         |
| 157         | Emmanuel Morin (FRA)          | 134e        |
| 158         | Pierre-Luc Périchon (FRA)     | 97e         |

| NTT Pro Cycling NTT | NTT Pro Cycling NTT               | NTT Pro Cycling NTT |
| ------------------- | --------------------------------- | ------------------- |
| Num                 | Coureur                           | Pos                 |
| 161                 | Carlos Barbero (ESP)              | 107e                |
| 162                 | Stefan de Bod (RSA)               | 94e                 |
| 163                 | Nicholas Dlamini (RSA)            | AB-11               |
| 164                 | Benjamin Dyball (AUS)             | 130e                |
| 165                 | Enrico Gasparotto (SUI)           | 120e                |
| 166                 | Michael Valgren (DEN)             | 33e                 |
| 167                 | Reinardt Janse van Rensburg (RSA) | 103e                |
| 168                 | Gino Mäder (SUI)                  | 20e                 |

| Movistar Team MOV | Movistar Team MOV        | Movistar Team MOV |
| ----------------- | ------------------------ | ----------------- |
| Num               | Coureur                  | Pos               |
| 171               | Alejandro Valverde (ESP) | 10e               |
| 172               | Jorge Arcas (ESP)        | 77e               |
| 173               | Imanol Erviti (ESP)      | 47e               |
| 174               | Enric Mas (ESP)          | 5e                |
| 175               | Nélson Oliveira (POR)    | 39e               |
| 176               | José Joaquín Rojas (ESP) | 32e               |
| 177               | Marc Soler (ESP)         | 18e               |
| 178               | Carlos Verona (ESP)      | 30e               |

| Israel Start-Up Nation ISN | Israel Start-Up Nation ISN | Israel Start-Up Nation ISN |
| -------------------------- | -------------------------- | -------------------------- |
| Num                        | Coureur                    | Pos                        |
| 181                        | Dan Martin (IRL)           | 4e                         |
| 182                        | Omer Goldstein (ISR)       | 106e                       |
| 183                        | Reto Hollenstein (SUI)     | 72e                        |
| 184                        | James Piccoli (CAN)        | 125e                       |
| 185                        | Mihkel Räim (EST)          | 139e                       |
| 186                        | Alexis Renard (FRA)        | AB-14                      |
| 187                        | Rory Sutherland (AUS)      | 129e                       |
| 188                        | Matteo Badilatti (SUI)     | 110e                       |

| Total Direct Énergie TDE | Total Direct Énergie TDE | Total Direct Énergie TDE |
| ------------------------ | ------------------------ | ------------------------ |
| Num                      | Coureur                  | Pos                      |
| 191                      | Niki Terpstra (NED)      | 136e                     |
| 192                      | Lorrenzo Manzin (FRA)    | 133e                     |
| 193                      | Valentin Ferron (FRA)    | 87e                      |
| 194                      | Jonathan Hivert (FRA)    | 86e                      |
| 195                      | Pim Ligthart (NED)       | AB-15                    |
| 196                      | Paul Ourselin (FRA)      | 79e                      |
| 197                      | Romain Sicard (FRA)      | 45e                      |
| 198                      | Julien Simon (FRA)       | 65e                      |

| Caja Rural-Seguros RGA CJR | Caja Rural-Seguros RGA CJR | Caja Rural-Seguros RGA CJR |
| -------------------------- | -------------------------- | -------------------------- |
| Num                        | Coureur                    | Pos                        |
| 201                        | Jonathan Lastra (ESP)      | 61e                        |
| 202                        | Jon Aberasturi (ESP)       | 117e                       |
| 203                        | Julen Amézqueta (ESP)      | 50e                        |
| 204                        | Aritz Bagües (ESP)         | 92e                        |
| 205                        | Jefferson Cepeda (ECU)     | 116e                       |
| 206                        | Jhojan García (COL)        | 71e                        |
| 207                        | Héctor Sáez (ESP)          | AB-11                      |
| 208                        | Gonzalo Serrano (ESP)      | 57e                        |

| Burgos-BH BBH | Burgos-BH BBH            | Burgos-BH BBH |
| ------------- | ------------------------ | ------------- |
| Num           | Coureur                  | Pos           |
| 211           | Ángel Madrazo (ESP)      | 43e           |
| 212           | Jetse Bol (NED)          | 80e           |
| 213           | Óscar Cabedo (ESP)       | 63e           |
| 214           | Jesús Ezquerra (ESP)     | 89e           |
| 215           | Alex Molenaar (NED)      | 128e          |
| 216           | Juan Felipe Osorio (COL) | 114e          |
| 217           | Willie Smit (RSA)        | 73e           |
| 218           | Ricardo Vilela (POR)     | 99e           |

| Jumbo-Visma TJV | Jumbo-Visma TJV             | Jumbo-Visma TJV |
| --------------- | --------------------------- | --------------- |
| Num             | Coureur                     | Pos             |
| 1               | Primož Roglič (SLO) (route) | 1er             |
| 2               | George Bennett (NZL)        | 12e             |
| 3               | Tom Dumoulin (NED)          | NP-8            |
| 4               | Robert Gesink (NED)         | 35e             |
| 5               | Lennard Hofstede (NED)      | 51e             |
| 6               | Sepp Kuss (USA)             | 16e             |
| 7               | Paul Martens (GER)          | 109e            |
| 8               | Jonas Vingegaard (DEN)      | 46e             |

| Deceuninck-Quick Step DQT | Deceuninck-Quick Step DQT | Deceuninck-Quick Step DQT |
| ------------------------- | ------------------------- | ------------------------- |
| Num                       | Coureur                   | Pos                       |
| 11                        | Sam Bennett (IRL)         | 137e                      |
| 12                        | Andrea Bagioli (ITA)      | AB-16                     |
| 13                        | Mattia Cattaneo (ITA)     | 17e                       |
| 14                        | Ian Garrison (USA)        | 127e                      |
| 15                        | Michael Mørkøv (DEN)      | 121e                      |
| 16                        | Jannik Steimle (GER)      | 83e                       |
| 17                        | Zdeněk Štybar (CZE)       | 102e                      |
| 18                        | Rémi Cavagna (FRA)        | 84e                       |

| UAE Team Emirates UAD | UAE Team Emirates UAD       | UAE Team Emirates UAD |
| --------------------- | --------------------------- | --------------------- |
| Num                   | Coureur                     | Pos                   |
| 21                    | David de la Cruz (ESP)      | 7e                    |
| 22                    | Rui Costa (POR) (route)     | 44e                   |
| 23                    | Davide Formolo (ITA)        | NP-18                 |
| 24                    | Sergio Henao (COL)          | 15e                   |
| 25                    | Jasper Philipsen (BEL)      | 85e                   |
| 26                    | Aleksandr Riabushenko (BLR) | 90e                   |
| 27                    | Ivo Oliveira (POR) (chrono) | 101e                  |
| 28                    | Rui Oliveira (POR)          | 119e                  |

| Trek-Segafredo TFS | Trek-Segafredo TFS     | Trek-Segafredo TFS |
| ------------------ | ---------------------- | ------------------ |
| Num                | Coureur                | Pos                |
| 31                 | Juan Pedro López (ESP) | 42e                |
| 32                 | Matteo Moschetti (ITA) | HD-7               |
| 33                 | Koen de Kort (NED)     | 82e                |
| 34                 | Niklas Eg (DEN)        | 59e                |
| 35                 | Kenny Elissonde (FRA)  | NP-8               |
| 36                 | Alexander Kamp (DEN)   | AB-14              |
| 37                 | Emīls Liepiņš (LAT)    | 124e               |
| 38                 | Michel Ries (LUX)      | 60e                |

| Team Sunweb SUN | Team Sunweb SUN       | Team Sunweb SUN |
| --------------- | --------------------- | --------------- |
| Num             | Coureur               | Pos             |
| 41              | Robert Power (AUS)    | 37e             |
| 42              | Thymen Arensman (NED) | 41e             |
| 43              | Mark Donovan (GBR)    | 48e             |
| 44              | Max Kanter (GER)      | 112e            |
| 45              | Martin Salmon (GER)   | AB-14           |
| 46              | Michael Storer (AUS)  | 40e             |
| 47              | Ilan Van Wilder (BEL) | AB-1            |
| 48              | Jasha Sütterlin (GER) | 55e             |

| Astana AST | Astana AST                      | Astana AST |
| ---------- | ------------------------------- | ---------- |
| Num        | Coureur                         | Pos        |
| 51         | Aleksandr Vlasov (RUS)          | 11e        |
| 52         | Alex Aranburu (ESP)             | 75e        |
| 53         | Dmitriy Gruzdev (KAZ)           | 93e        |
| 54         | Omar Fraile (ESP)               | 64e        |
| 55         | Ion Izagirre (ESP)              | 29e        |
| 56         | Merhawi Kudus (ERI)             | 58e        |
| 57         | Gorka Izagirre (ESP)            | 19e        |
| 58         | Luis León Sánchez (ESP) (route) | NP-16      |

| Bora-Hansgrohe BOH | Bora-Hansgrohe BOH        | Bora-Hansgrohe BOH |
| ------------------ | ------------------------- | ------------------ |
| Num                | Coureur                   | Pos                |
| 61                 | Pascal Ackermann (GER)    | 131e               |
| 62                 | Martin Laas (EST)         | 140e               |
| 63                 | Felix Großschartner (AUT) | 9e                 |
| 64                 | Jay McCarthy (AUS)        | AB-7               |
| 65                 | Ide Schelling (NED)       | 69e                |
| 66                 | Andreas Schillinger (GER) | 123e               |
| 67                 | Michael Schwarzmann (GER) | 122e               |
| 68                 | Rüdiger Selig (GER)       | 141e               |

| Ineos Grenadiers IGD | Ineos Grenadiers IGD     | Ineos Grenadiers IGD |
| -------------------- | ------------------------ | -------------------- |
| Num                  | Coureur                  | Pos                  |
| 71                   | Christopher Froome (GBR) | 98e                  |
| 72                   | Richard Carapaz (ECU)    | 2e                   |
| 73                   | Andrey Amador (CRC)      | 52e                  |
| 74                   | Michał Gołaś (POL)       | NP-8                 |
| 75                   | Brandon Rivera (COL)     | AB-2                 |
| 76                   | Iván Sosa (COL)          | 62e                  |
| 77                   | Dylan van Baarle (NED)   | 49e                  |
| 78                   | Cameron Wurf (AUS)       | 95e                  |

| Mitchelton-Scott MTS | Mitchelton-Scott MTS      | Mitchelton-Scott MTS |
| -------------------- | ------------------------- | -------------------- |
| Num                  | Coureur                   | Pos                  |
| 81                   | Esteban Chaves (COL)      | 27e                  |
| 82                   | Tsgabu Grmay (ETH)        | 54e                  |
| 83                   | Mikel Nieve (ESP)         | 13e                  |
| 84                   | Nick Schultz (AUS)        | 25e                  |
| 85                   | Callum Scotson (AUS)      | 88e                  |
| 86                   | Dion Smith (NZL)          | 74e                  |
| 87                   | Robert Stannard (AUS)     | 76e                  |
| 88                   | Alexander Edmondson (AUS) | 135e                 |

| Groupama-FDJ GFC | Groupama-FDJ GFC         | Groupama-FDJ GFC |
| ---------------- | ------------------------ | ---------------- |
| Num              | Coureur                  | Pos              |
| 91               | Thibaut Pinot (FRA)      | NP-3             |
| 92               | Bruno Armirail (FRA)     | 28e              |
| 93               | Mickaël Delage (FRA)     | 142e             |
| 94               | David Gaudu (FRA)        | 8e               |
| 95               | Matthieu Ladagnous (FRA) | AB-11            |
| 96               | Olivier Le Gac (FRA)     | 68e              |
| 97               | Anthony Roux (FRA)       | 66e              |
| 98               | Romain Seigle (FRA)      | AB-7             |

| EF Pro Cycling EF1 | EF Pro Cycling EF1             | EF Pro Cycling EF1 |
| ------------------ | ------------------------------ | ------------------ |
| Num                | Coureur                        | Pos                |
| 101                | Daniel Martínez (COL) (chrono) | NP-4               |
| 102                | Hugh Carthy (GBR)              | 3e                 |
| 103                | Mitchell Docker (AUS)          | 132e               |
| 104                | Magnus Cort Nielsen (DEN)      | 67e                |
| 105                | Logan Owen (USA)               | 105e               |
| 106                | Julius van den Berg (NED)      | 126e               |
| 107                | Tejay van Garderen (USA)       | 113e               |
| 108                | Michael Woods (CAN)            | 34e                |

| Bahrain McLaren TBM | Bahrain McLaren TBM     | Bahrain McLaren TBM |
| ------------------- | ----------------------- | ------------------- |
| Num                 | Coureur                 | Pos                 |
| 111                 | Wout Poels (NED)        | 6e                  |
| 112                 | Grega Bole (SLO)        | AB-5                |
| 113                 | Santiago Buitrago (COL) | 53e                 |
| 114                 | Scott Davies (GBR)      | 111e                |
| 115                 | Kevin Inkelaar (NED)    | 138e                |
| 116                 | Matej Mohorič (SLO)     | NP-3                |
| 117                 | Fred Wright (GBR)       | 91e                 |
| 118                 | Stephen Williams (GBR)  | NP-11               |

| AG2R La Mondiale ALM | AG2R La Mondiale ALM      | AG2R La Mondiale ALM |
| -------------------- | ------------------------- | -------------------- |
| Num                  | Coureur                   | Pos                  |
| 121                  | Clément Champoussin (FRA) | 31e                  |
| 122                  | Mathias Frank (SUI)       | AB-1                 |
| 123                  | Alexandre Geniez (FRA)    | AB-1                 |
| 124                  | Dorian Godon (FRA)        | 38e                  |
| 125                  | Nans Peters (FRA)         | 36e                  |
| 126                  | Harry Tanfield (GBR)      | AB-15                |
| 127                  | Quentin Jauregui (FRA)    | AB-11                |
| 128                  | Axel Domont (FRA)         | AB-2                 |

| CCC Team CCC | CCC Team CCC            | CCC Team CCC |
| ------------ | ----------------------- | ------------ |
| Num          | Coureur                 | Pos          |
| 131          | Simon Geschke (GER)     | NP-4         |
| 132          | William Barta (USA)     | 22e          |
| 133          | Jan Hirt (CZE)          | 56e          |
| 134          | Jakub Mareczko (ITA)    | AB-11        |
| 135          | Michał Paluta (POL)     | 118e         |
| 136          | Łukasz Wiśniowski (POL) | 115e         |
| 137          | Georg Zimmermann (GER)  | 21e          |
| 138          | Francisco Ventoso (ESP) | AB-5         |

| Lotto-Soudal LTS | Lotto-Soudal LTS         | Lotto-Soudal LTS |
| ---------------- | ------------------------ | ---------------- |
| Num              | Coureur                  | Pos              |
| 141              | Tim Wellens (BEL)        | 78e              |
| 142              | Gerben Thijssen (BEL)    | AB-15            |
| 143              | Stan Dewulf (BEL)        | 70e              |
| 144              | Kobe Goossens (BEL)      | 24e              |
| 145              | Tomasz Marczyński (POL)  | 108e             |
| 146              | Rémy Mertz (BEL)         | 104e             |
| 147              | Tosh Van der Sande (BEL) | 96e              |
| 148              | Brent Van Moer (BEL)     | 100e             |

| Cofidis COF | Cofidis COF                   | Cofidis COF |
| ----------- | ----------------------------- | ----------- |
| Num         | Coureur                       | Pos         |
| 151         | Guillaume Martin (FRA)        | 14e         |
| 152         | Fernando Barceló (ESP)        | NP-6        |
| 153         | Natnael Berhane (ERI) (route) | AB-5        |
| 154         | José Herrada (ESP)            | 26e         |
| 155         | Victor Lafay (FRA)            | 81e         |
| 156         | Luis Ángel Maté (ESP)         | 23e         |
| 157         | Emmanuel Morin (FRA)          | 134e        |
| 158         | Pierre-Luc Périchon (FRA)     | 97e         |

| NTT Pro Cycling NTT | NTT Pro Cycling NTT               | NTT Pro Cycling NTT |
| ------------------- | --------------------------------- | ------------------- |
| Num                 | Coureur                           | Pos                 |
| 161                 | Carlos Barbero (ESP)              | 107e                |
| 162                 | Stefan de Bod (RSA)               | 94e                 |
| 163                 | Nicholas Dlamini (RSA)            | AB-11               |
| 164                 | Benjamin Dyball (AUS)             | 130e                |
| 165                 | Enrico Gasparotto (SUI)           | 120e                |
| 166                 | Michael Valgren (DEN)             | 33e                 |
| 167                 | Reinardt Janse van Rensburg (RSA) | 103e                |
| 168                 | Gino Mäder (SUI)                  | 20e                 |

| Movistar Team MOV | Movistar Team MOV        | Movistar Team MOV |
| ----------------- | ------------------------ | ----------------- |
| Num               | Coureur                  | Pos               |
| 171               | Alejandro Valverde (ESP) | 10e               |
| 172               | Jorge Arcas (ESP)        | 77e               |
| 173               | Imanol Erviti (ESP)      | 47e               |
| 174               | Enric Mas (ESP)          | 5e                |
| 175               | Nélson Oliveira (POR)    | 39e               |
| 176               | José Joaquín Rojas (ESP) | 32e               |
| 177               | Marc Soler (ESP)         | 18e               |
| 178               | Carlos Verona (ESP)      | 30e               |

| Israel Start-Up Nation ISN | Israel Start-Up Nation ISN | Israel Start-Up Nation ISN |
| -------------------------- | -------------------------- | -------------------------- |
| Num                        | Coureur                    | Pos                        |
| 181                        | Dan Martin (IRL)           | 4e                         |
| 182                        | Omer Goldstein (ISR)       | 106e                       |
| 183                        | Reto Hollenstein (SUI)     | 72e                        |
| 184                        | James Piccoli (CAN)        | 125e                       |
| 185                        | Mihkel Räim (EST)          | 139e                       |
| 186                        | Alexis Renard (FRA)        | AB-14                      |
| 187                        | Rory Sutherland (AUS)      | 129e                       |
| 188                        | Matteo Badilatti (SUI)     | 110e                       |

| Total Direct Énergie TDE | Total Direct Énergie TDE | Total Direct Énergie TDE |
| ------------------------ | ------------------------ | ------------------------ |
| Num                      | Coureur                  | Pos                      |
| 191                      | Niki Terpstra (NED)      | 136e                     |
| 192                      | Lorrenzo Manzin (FRA)    | 133e                     |
| 193                      | Valentin Ferron (FRA)    | 87e                      |
| 194                      | Jonathan Hivert (FRA)    | 86e                      |
| 195                      | Pim Ligthart (NED)       | AB-15                    |
| 196                      | Paul Ourselin (FRA)      | 79e                      |
| 197                      | Romain Sicard (FRA)      | 45e                      |
| 198                      | Julien Simon (FRA)       | 65e                      |

| Caja Rural-Seguros RGA CJR | Caja Rural-Seguros RGA CJR | Caja Rural-Seguros RGA CJR |
| -------------------------- | -------------------------- | -------------------------- |
| Num                        | Coureur                    | Pos                        |
| 201                        | Jonathan Lastra (ESP)      | 61e                        |
| 202                        | Jon Aberasturi (ESP)       | 117e                       |
| 203                        | Julen Amézqueta (ESP)      | 50e                        |
| 204                        | Aritz Bagües (ESP)         | 92e                        |
| 205                        | Jefferson Cepeda (ECU)     | 116e                       |
| 206                        | Jhojan García (COL)        | 71e                        |
| 207                        | Héctor Sáez (ESP)          | AB-11                      |
| 208                        | Gonzalo Serrano (ESP)      | 57e                        |

| Burgos-BH BBH | Burgos-BH BBH            | Burgos-BH BBH |
| ------------- | ------------------------ | ------------- |
| Num           | Coureur                  | Pos           |
| 211           | Ángel Madrazo (ESP)      | 43e           |
| 212           | Jetse Bol (NED)          | 80e           |
| 213           | Óscar Cabedo (ESP)       | 63e           |
| 214           | Jesús Ezquerra (ESP)     | 89e           |
| 215           | Alex Molenaar (NED)      | 128e          |
| 216           | Juan Felipe Osorio (COL) | 114e          |
| 217           | Willie Smit (RSA)        | 73e           |
| 218           | Ricardo Vilela (POR)     | 99e           |